# Liste der Naturschutzgebiete im Regionalverband Saarbrücken
Im Regionalverband Saarbrücken gibt es 12 Naturschutzgebiete.
| Name des Gebietes                                | Bild           | Kennung        | WDPA      | Landkreis / Stadt                                | Beschreibung / Bemerkungen | Standort | Fläche in Hektar | Datum der Verordnung |
| ------------------------------------------------ | -------------- | -------------- | --------- | ------------------------------------------------ | -------------------------- | -------- | ---------------- | -------------------- |
| Bergehalde Viktoria                              | weitere Bilder | NSG-113        | 329275    | Regionalverband Saarbrücken                      |                            | Position | 33,50            | 12.11.2004           |
| Birzberg, Honigsack/Kappelberghang bei Fechingen | weitere Bilder | NSG-N-6808-301 | 555579386 | Regionalverband Saarbrücken                      |                            | Position | 187,70           | 12.02.2016           |
| Die Ruthenstücker                                |                | NSG-027        | 162744    | Regionalverband Saarbrücken                      |                            | Position | 11,27            | 17.01.1986           |
| Heidhübel (Naturwaldzelle)                       | weitere Bilder | NSG-089        | 318521    | Regionalverband Saarbrücken                      |                            | Position | 7,00             | 07.04.2000           |
| Kleinblittersdorfer Wald                         |                | NSG-122        | 555734422 | Regionalverband Saarbrücken                      |                            | Position | 51,00            | 20.04.2007           |
| Lohbergerbachtal - Bauernkuppe                   |                | NSG-050        | 164503    | Landkreis Saarlouis, Regionalverband Saarbrücken |                            | Position | 15,71            | 14.04.1989           |
| Oberwürzbach-Hirschental                         |                | NSG-127        | 555734426 | Saarpfalz-Kreis, Regionalverband Saarbrücken     |                            | Position | 98,00            | 10.10.2008           |
| Ruhbachtal                                       | weitere Bilder | NSG-042        | 165246    | Regionalverband Saarbrücken, Saarpfalz-Kreis     |                            | Position | 37,63            | 17.06.1988           |
| Saarkohlenwald                                   |                | NSG-N-6707-301 | 555638651 | Regionalverband Saarbrücken                      |                            | Position | 2439,00          | 21.03.2017           |
| St. Arnualer Wiesen                              | weitere Bilder | NSG-N-6708-308 | 555521668 | Regionalverband Saarbrücken                      |                            | Position | 38,50            | 20.11.2015           |
| Warndt                                           |                | NSG-N-6706-301 | 555537820 | Landkreis Saarlouis, Regionalverband Saarbrücken |                            | Position | 5060,83          | 02.11.2016           |
| Woogbachtal                                      |                | NSG-N-6708-305 | 555638654 | Regionalverband Saarbrücken                      |                            | Position | 703,37           | 29.12.2016           |
| Wusterhang und Beierwies bei Fechingen           | weitere Bilder | NSG-N-6708-302 | 555632881 | Regionalverband Saarbrücken                      |                            | Position | 11,06            | 22.01.2016           |

Ehemalige Naturschutzgebiete:
| Name des Gebietes                           | Bild           | Kennung | WDPA   | Landkreis / Stadt                                | Beschreibung / Bemerkungen | Standort | Fläche in Hektar | Datum der Verordnung |
| ------------------------------------------- | -------------- | ------- | ------ | ------------------------------------------------ | -------------------------- | -------- | ---------------- | -------------------- |
| Hölzerbachtal (Naturwaldzelle)              |                | NSG-091 | 318569 | Regionalverband Saarbrücken                      |                            | Position | 52,00            | 07.04.2000           |
| Rheinfels (Naturwaldzelle)                  |                | NSG-090 | 318981 | Regionalverband Saarbrücken                      |                            | Position | 52,00            | 07.04.2000           |
| Waldschutzgebiet Steinbachtal / Netzbachtal | weitere Bilder | NSG-084 | 319283 | Regionalverband Saarbrücken                      |                            | Position | 1011,00          | 19.04.2002           |
| Weinbrunn (Naturwaldzelle)                  |                | NSG-093 | 319304 | Regionalverband Saarbrücken                      |                            | Position | 54,00            | 07.04.2000           |
| Werbeler Graben (Naturwaldzelle)            |                | NSG-092 | 319312 | Landkreis Saarlouis, Regionalverband Saarbrücken |                            | Position | 46,00            | 07.04.2000           |

## Quelle
- Landesamt für Umwelt- und Arbeitsschutz Saarland
- Common Database on Designated Areas Datenbank, Version 14